# Cengiz Topel
Cengiz Topel fue un piloto de combate de la Fuerza Aérea de Turquía muerto en acción en Chipre en 1964. Es el primer piloto de combate turco muerto en acto del servicio desde la creación de la Turquía moderna.
Nació en Izmit en 1934. Su educación primaria y secundaria la hizo en Kadikoy, Estambul. Completó esta última en la Escuela Militar de Kuleli en 1953.
En el año 1953 ingresó a la Escuela Milita, graduándose como subteniente en 1955. Fue enviado a vccv para su formación como piloto, regresando en 1957 y siendo destinado a la Base Aérea de Merzifon.
En 1961 pasa a la Base Aérea de Eskişehir. En 1963, fue ascendido a capitán.
En agosto de 1964, se inicia el Enfrentamiento de Kokkina cuando Guardia Nacional de Chipre intenta ocupar ese enclave turcochipriota. El 5 de agosto, comienza el ataque con apoyo de artillería, morteros y cañoneras navales ganado terreno con excepción de la localidad arriba mencionada.
Para evitar que caiga la totalidad del enclave, la tarde del 8 de agosto Turquía ataca con aviones F-100 a posiciones gubernamentales alrededor de las localidades de Polis, Kato Pyrgos y Kokkina.
El capitán Cengiz Topel, integrante del escuadrón 112, despegó al mando de un F-100 entre las 17 y las 18 h del 8 de agosto. Durante el ataque a una cañonera, en proximidades de Xeros, su avión es alcanzado por lo que se debe eyectar.
Topel cae en proximidades de Peristeronari. Resultó con quebradura de pierna y, posiblemente, de mandíbula. Inmediatamente luego de su caída es capturado.
Lo que sucedió posteriormente es motivo de suposiciones pero muere en un hospital griego de Nicosia. De acuerdo al periódico turco “Sabah”, según el resultado de la autopsia, se detectaron numerosas marcas de impacto en la cara y el cuerpo; orificios de bala de armas cortas desde distancias próximas. Esto apoya la afirmación de que fue baleado y torturado después de caer prisionero. La muerte habría tenido lugar en el anochecer del 9 de agosto.
El cuerpo fue repatriado el 12 de agosto de 1964. El 14 de agosto se realizó un multitudinario funeral en Estambul, siendo enterrado en el Cementerio de los Mártires de Edirnekapı de Estambul.
Para rendir homenaje al Capitán Topel: 
- Se construyó, al costado norte de la ruta Karavostasi - Morphou, 35°08.822′N 32°50.847′E / 35.147033, 32.847450, un monumento al Capitán Topel..[5]
- Se dio su nombre a la escuela técnica de Lefka.
- Se renombró Cengiz Topel al hospital que fuera construido durante el período británico por la Cyprus Mines Corporation en Pentageia en 1924.
- Una antigua base de la Fuerza Aérea de Turquía localizado cerca de İzmit, se pasó a llamar Estación Aérea Naval Cengiz Topel.
- Se erigió una estatua de bronce en Eskişehir mostrándolo con traje de vuelo.

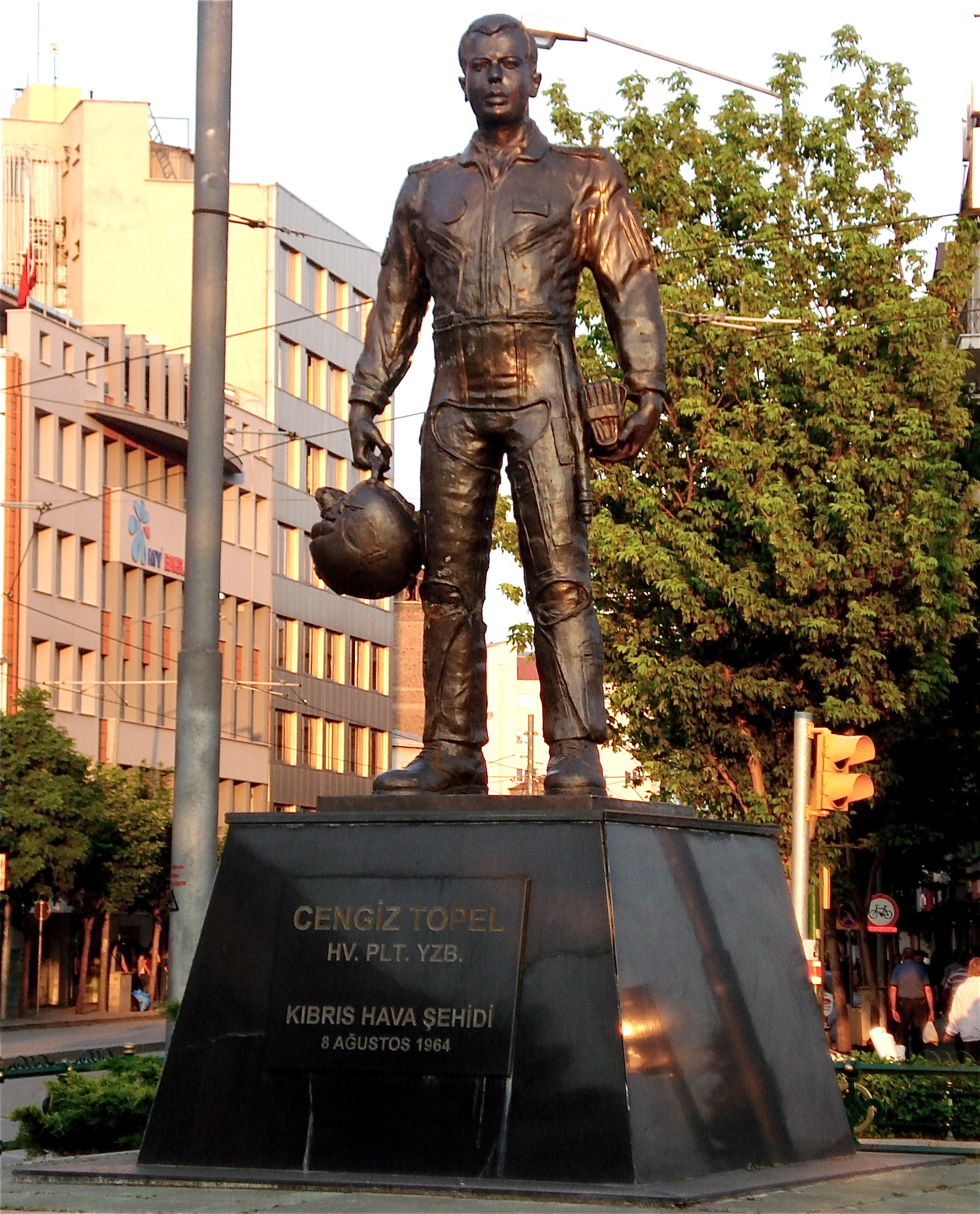
Estatua de Cengiz Topel en Eskişehir, Turquía